# خيانة عظمى

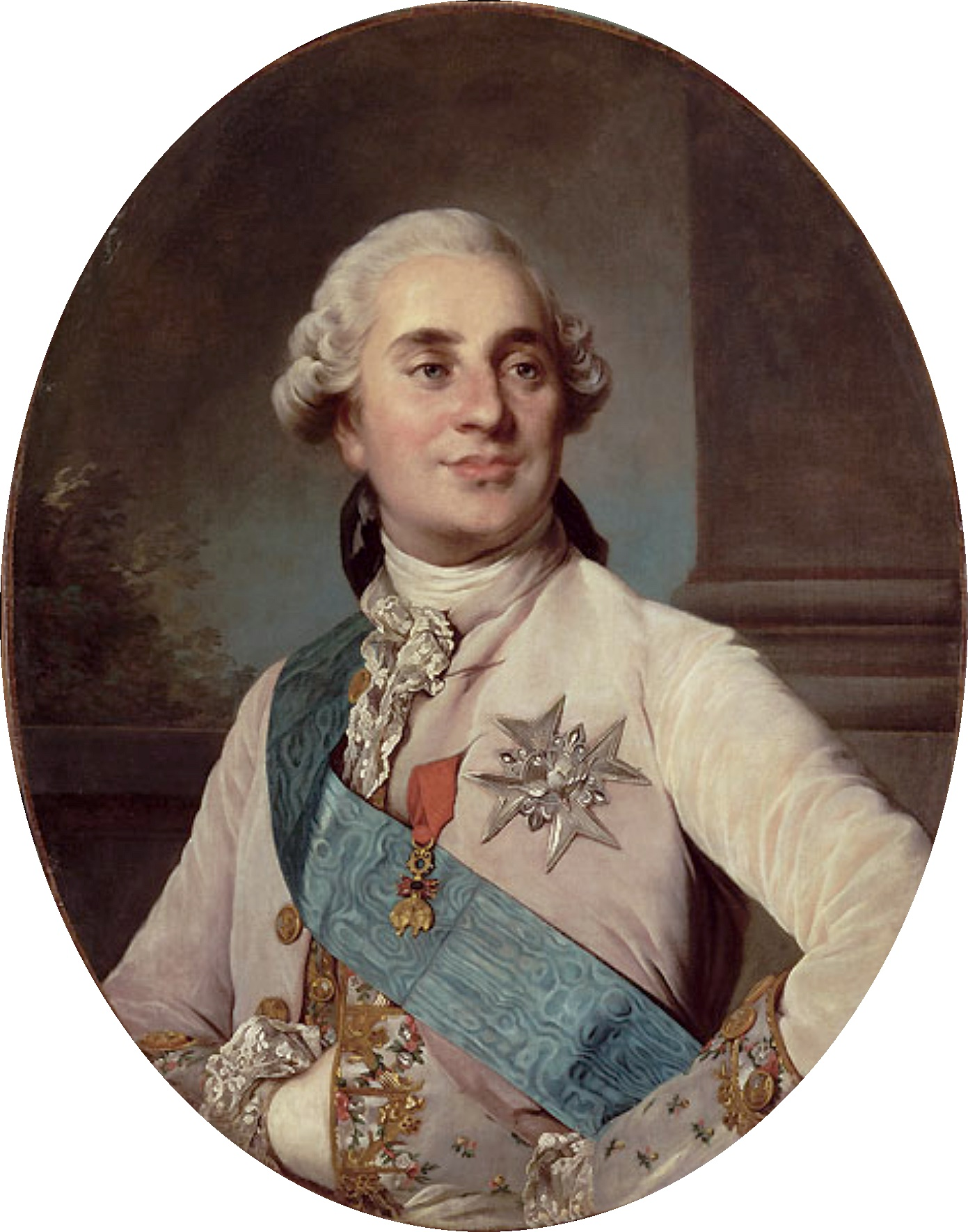
لويس السادس عشر ملك فرنسا تم اتهامه بالخيانة العظمى وحكم عليه بالإعدام.

الخيانة العظمى توجه هذه التهمة إلى من يتصل بدولة خارجية بهدف تقويض الأمن والاستقرار في بلاده، يقاتل مع طرف آخر ضد بلاده، يخطط لقتل رأس الدولة، يتخابر مع دول أخرى عدوَّه مُسَرِّبَاً لها أسرار الدولة، هي بضعة أمثلة شائعة لما يمكن اعتباره خيانة عظمى. وتكون العقوبة العادية على هذه الخيانة هي الإعدام أو السجن المؤبد. ويُسمَّى الشخصُ المتهمُ بالخيانة العظمى في العادة خائناً.
من الخائنين الذين أُنْزل بهم حكم الإعدام في إنجلترا في نهاية الحرب العالمية الثانية، وليم جويس، الذي كان يُعرف باللورد هاو هاو. ومع أنه ولد في الولايات المتحدة، فقد ادعى أنه بريطاني، وحمل جواز سفر بريطانيًا وكان يقوم خلال الحرب ببث إذاعي من ألمانيا، قاصداً بذلك الحط من معنويات الشعب البريطاني. وتمَّ اعتقالُه عام 1945 م، وأُدين بتهمة الخيانة العظمى، ولأنه كان يدين بالولاء البريطاني، ويحمل في الوقت نفسه الجواز البريطاني، فقد اتُّهِمَ بالخيانة العظمى، وأُعْدِمَ شَنْقًا.
رغم أن الخيانة في المفهوم اللغوي تعني الغدر وعدم الإخلاص وجحود الولاء  إلا أن مفهومها - كمصطلح - قد شابه الغموض، تبعاً لتطور مفهوم الدولة، وتطور النظم السياسية. ففي ظل النظم الاستبدادية - قديماً وحديثاً - جرت العادة -من الناحية السياسية- على أن الخيانة تعني إلقاء التهمة على الخصوم السياسيين في الدولة للتنكيل بهم والحكم عليهم وإبعادهم عن مسرح الحياة السياسية. وفي ظل النظم الديمقراطية الحديثة التي أصبحت الدولة شخصية قانونية متميزة عن شخص الحاكم، وأصبح الحاكم منوطاً به حماية هذه الدولة والمحافظة عليها، فإنه -وإن كان غير مسئول جنائياً كمبدأ- يصبح مسئولاً عن جرائم الخيانة العظمى، وأصبح مفهومها يعني " العبث بأمن الدولة الخارجي و الداخلي و التآمر على حقوق الشعب المَشروعة، و تسليم البلاد للعدو، أو خلق حالة من الفوضى تسهل تدخل الدول الأجنبية في شئون الدولة، و ينظر إليها على أنها جرائم خاصة تختلف عن تلك الجرائم العادية المعاقب عليها جزائياً في القوانين العادية 
في القانون الأمريكي تتم الإدانة بالخيانة العظمى إذا انضم شخص إلى عدو الولايات المتحدة الأمريكية وثبوت ذلك من خلال الاعتراف في محكمة علنية أو شهادة شاهدين من نفس الفعل العلني.